# Diftong

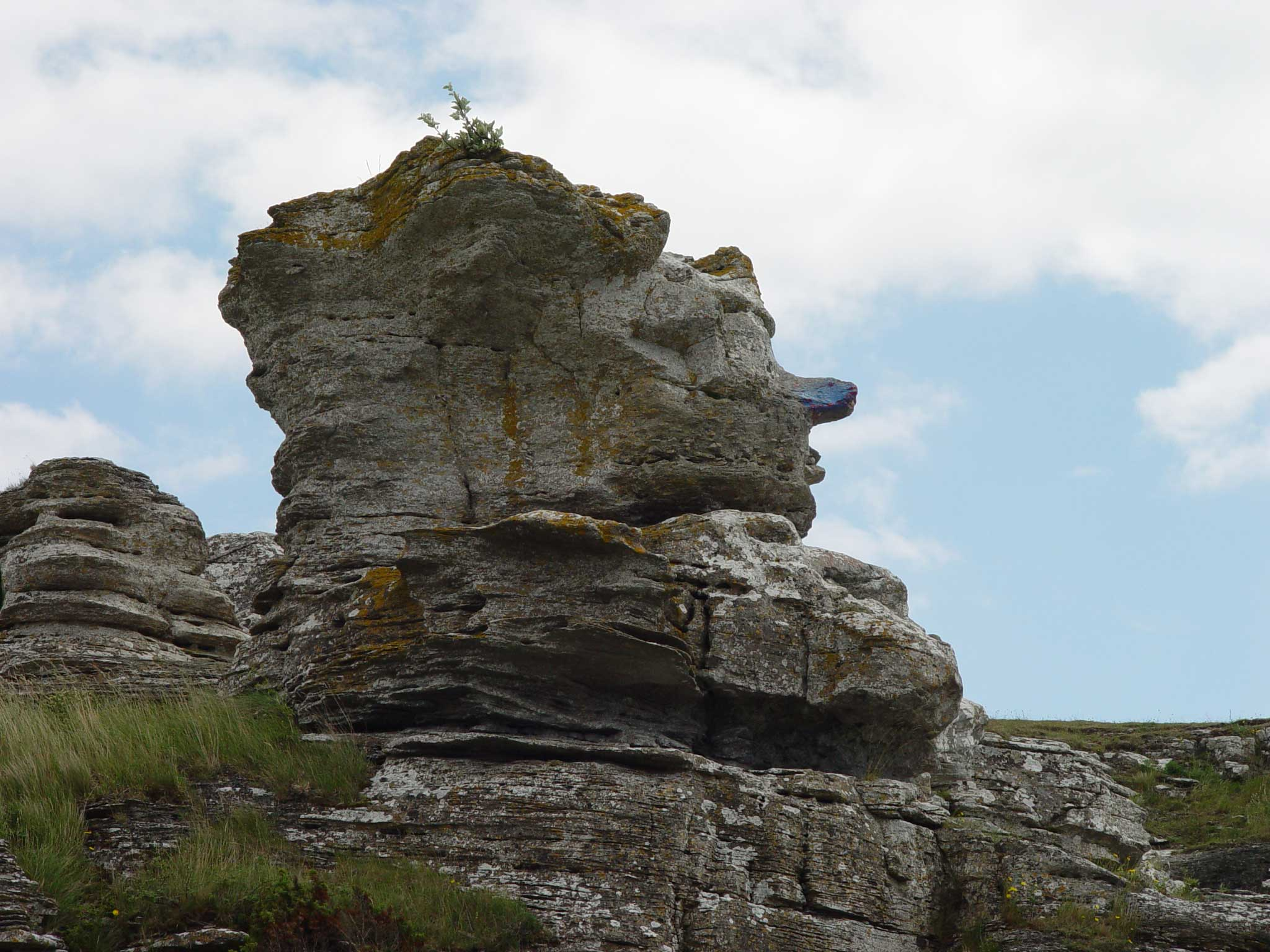
Diftonger är ovanliga i rikssvenskan, men ordet rauk, som har gutniskt ursprung, innehåller en diftong.

En diftong är en vokal som inrymmer två olika klangfärger. Det kan simpelt förklaras som en glidning mellan två vokal-ljud i samma stavelse. Ett exempel på detta är vokalerna i ordet "paus".  Diftonger förekommer i många germanska språk, till exempel engelska (house) och tyska (Haus). En diftong som är mer framträdande i sin initiala fas kallas fallande (ex. tyskans wein audio (fil)); en diftong som är mer framträdande i sin slutfas (ex. spanskans bueno) kallas stigande.
På svenska finns diftonger i lånord som till exempel paus, neutral, soul och coach.

## Diftonger i Norden
Diftongerna (ai, au, ey) som gemensamt hade funnits i de fornnordiska språken började under 1100-talet att försvinna i det östnordiska språken (idag svenska och danska). De levde däremot till viss del kvar i både gutniskan (som talas på Gotland) och i de västnordiska språken (idag norska, isländska och färöiska). I svenskan förekommer nu diftonger i standardspråket endast sparsamt och oftast i lånord som taekwando och scout. I flera dialekter finns däremot de ursprungliga diftongerna kvar, som i målen i Österbotten och i de västra delarna av Jämtland och Härjedalen. De återfinns dessutom i Lima- och Transtrandsmålet i Västerdalarna samt i traditionella dialekter i Västerbotten och Norrbotten. De diftonger som förekommer i skånska och andra sydsvenska dialekter är däremot av senare datum.
Emellertid beskriver många lingvister utbredande av nya diftonger i det svenska standardspråket i de områden av landet som brukar anses representera detta, såsom Mälardalen och Uppland. Det gäller de långa o-, u-, i- och y-ljuden, vilka sägs förändras under den tid artikulationen pågår och ofta sluta som frikativor, det vill säga konsonantiskt. 
De liknar diftonger som sedan tidigare finns i bland annat Östergötland, där talare med utpräglat regionalt uttal uttalar dem ungefär åo, öu, ei(j) respektive öy(j). I de fall de slutar konsonantiskt är det för o och u fråga om att sammandragningen av läpparna i diftongen går så långt att läpparna kommer så nära varandra att en bilabial frikativa bildas. För i och y handlar det om att de kan glida över mot ett frikativt j-ljud.
Främmande ord med fallande diftonger kan modifieras så att den andra vokalen (en halvvokal) övergår i en approximant eller en frikativa. Den blir med andra ord mindre sonor. Per Linell har följande exempel på övergången /ʊ̯/→/ʋ/: 
| Stavning | Engelskt uttal | Anpassat uttal |
| -------- | -------------- | -------------- |
| Brown    | /braʊ̯n/        | /braʋn/        |
| show     | /ʃoʊ̯/          | /ɧɔʋ/          |

### Dialekter
När det gäller skandinaviska dialekter, kan man tala om tre olika typer av diftonger:
1. fornärvd diftong (ur fornnordiskans ai, au eller ey)
2. diftongering av vokal som i fornnordiska var lång (det vill säga ur á långt a, é långt e etc.) samt
3. diftongering av vokal som i fornnordiska var kort men som förlängts (det vill säga ur fornnordisk kort vokal framför kort konsonant).
Typ 1 kallas primära diftonger, typ 2 kallas sekundära diftonger ur primärt långa vokaler och typ 3 kallas sekundära diftonger ur sekundärt långa vokaler.
I sydsvenska dialekter och, med subtilare diftonger, också centralsvenska dialekter, finns bara typ 3. I österbottniska, norska och jämtska finns bara typ 1 (och i vissa dialekter även typ 2, främst diftongering av gammalt á). I isländska finns både typ 1 och 2. I gutniska och färöiska finns typ 1 och 2 och inslag av 3 och i älvdalska finns typ 2 med inslag av typ 3. I västerbottniskan finns alla tre typer; stain (av steinn m), häos (av hús n), stôuwu (av stofa f).
Den i särklass mest diftongrika skandinaviska dialekten är vallemål och närbesläktade dialekter i Setesdal i Norge, som har 12 olika diftonger som är av alla de beskrivna typerna. Näst mest diftonger innehar överkalixmål som talas i Överkalix-socken med upp till upp till 9 diftonger beroende på by inom socken (åe-, ei-, öi- ,ai-, äo- ,äi- ,åo- ,io- ,åi-). De tredje mest diftongrika varianterna av skandinaviska är färöiska och gutniska med 7 eller 8 olika diftonger beroende på dialekt (i färöiska uttalas de primära diftongerna ei - ur fornnordiska ai - och oy - ur fornnordiska ey - lika, det vill säga /åi/, i nordliga dialekter, och i gutniska uttalas de sekundära diftongerna som bildats ur de primärt långa vokalerna é och í lika, det vill säga /ei/, i sydliga dialekter). 
På fjärde plats kommer älvdalska med 6 olika diftonger, vilket är anmärkningsvärt eftersom de alla i princip är typ 2. De diftonger som är av typ 3 återfinns även hos dem som är av typ 2. Det torde finnas en mångfald dialekter (sydvästjämtska, sognmål, skånska, västerbottniska etc.) med 4 eller 5 olika diftonger, så dem lämnar vi därhän.